# Polly Koss

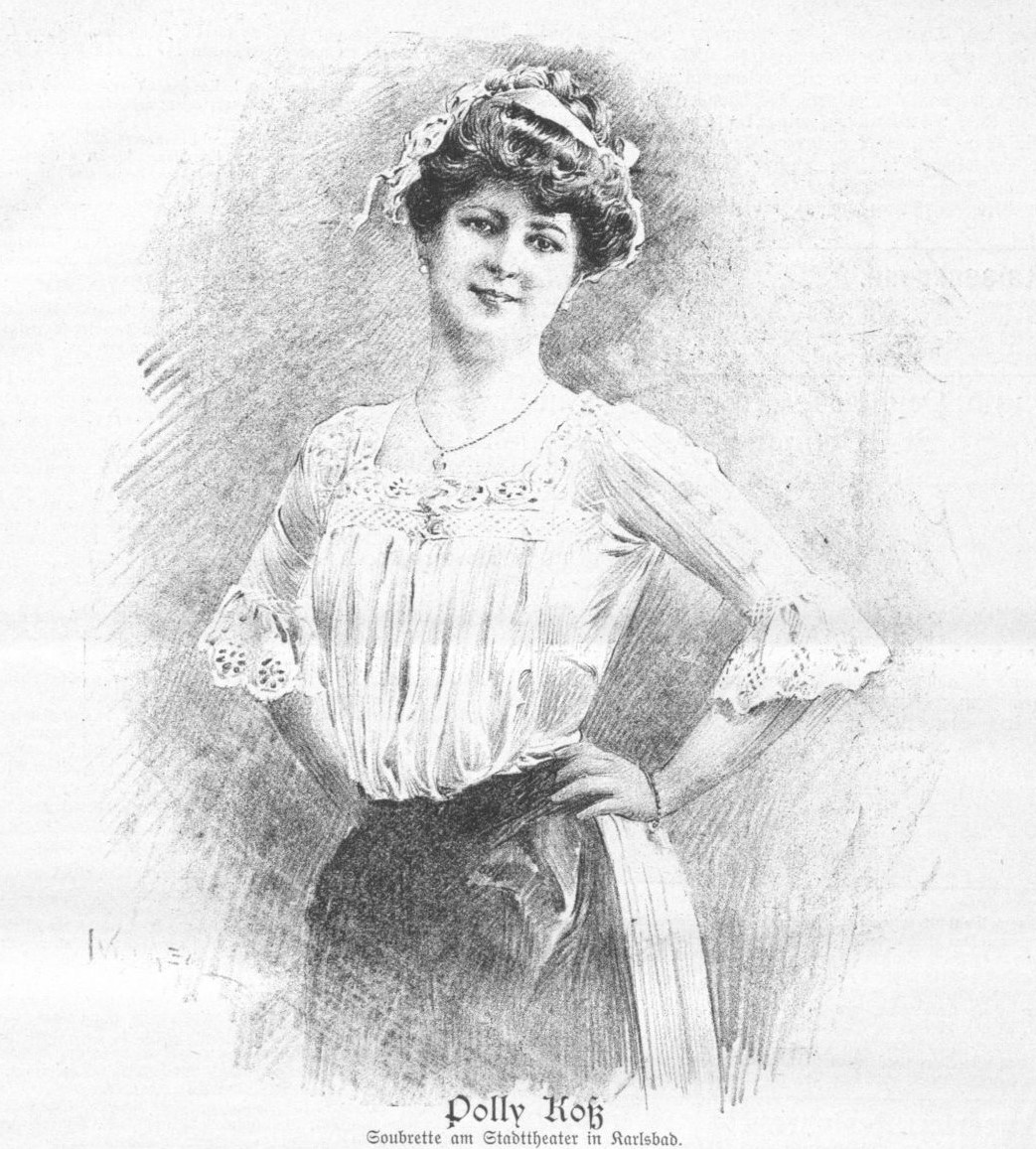
Polly Koss im Jahre 1904

Polly Koss (* 7. August 1880 in Wien; † 15. April 1943 ebenda; auch Koß geschrieben) war eine österreichische Soubrette und Schauspielerin.

## Leben
Nach ihrer gesanglichen und schauspielerischen Ausbildung am Konservatorium der Gesellschaft der Musikfreunde  debütierte Polly Koss am Sommertheater von Karlsbad. Von dort wurde sie nach Wien ans Theater in der Josefstadt engagiert. Als Soubrette wirkte sie unter anderem am Apollo-, dem Carl- und dem Stadttheater Wien. Ab den 1930er-Jahren machte Koss eine Alterskarriere beim Film, wo sie resolute aber mitfühlende Wiener Frauengestalten darstellte. Sie arbeitete dabei mehrfach mit den damaligen Publikumslieblingen Wolf Albach-Retty und Paul Hörbiger sowie den Darstellern Maria Andergast, Grethe Weiser, Oskar Sima und Theo Lingen zusammen. Regisseure waren unter anderem Géza von Cziffra, Hubert Marischka und Géza von Bolváry.
Verheiratet war sie mit dem Oberregisseur und stellvertretenden Direktor des Theaters an der Wien Emil Guttmann.
Sie ruht auf dem Evangelischen Friedhof des Wiener Zentralfriedhofs  (II, 136) neben ihrem Gatten.

## Filmografie
- 1937 Liebling der Matrosen
- 1938 Konzert in Tirol
- 1939 Hochzeitsreise zu dritt
- 1939 Das jüngste Gericht
- 1939 Das Glück wohnt nebenan
- 1941 Brüderlein fein
- 1942 Die heimliche Gräfin
- 1943 Der weiße Traum